# Agrochola hippophaeana
Agrochola hippophaeana là một loài bướm đêm trong họ Noctuidae.